# Турбаза «Ладога»
Турбаза «Ладога» (рос. Турбаза «Ладога») — турбаза, підпорядкована місту Владимиру Владимирської області.
Площа — 18,5 км². Населення становить 198 осіб (2010).

## Історія
Населений пункт розташований на землях фіно-угорського народу мещери.
Від 10 травня 1929 до 26 листопада 2004 року належав до Суздальського району, утвореного спочатку у складі Владимирського округу Івановської промислової області з частини Владимирського повіту Владимирської губернії. Від 1944 року в складі Владимирської області..
Згідно із законом від 26 листопада 2004 року увійшло до складу муніципального утворення місто Владимир.

## Населення
| 2010 |
| ---- |
| 198  |